# Strung Out On Something New:The Reprise Recordings
Strung Out On Something New:The Reprise Recordings, samlingsalbum med den amerikanske popartisten Lee Hazlewood, utgivet 2007 och det gavs ut Rhino Handmade i en numrerad upplaga på 5 000 exemplar.
Samlingsalbumet innehåller Hazlewoods tre album utgivna på skivbolaget Reprise Records; The N.S.V.I.P.s (1964), Friday's Child (1965) och Love and Other Crimes (1968). Dessutom har några av Hazlewoods singlar från perioden lagts till och dessutom några andra artisters inspelningar av Hazlewoods sånger eller artister som Hazlewood producerade (se låtlistan nedan).

## Låtlista

### CD 1
1. "First Street Blues" (Lee Hazlewood)
2. "I Had a Friend" (Lee Hazlewood)
3. "I'm Gonna Fly" (Lee Hazlewood)
4. "Go Die Big City" (Lee Hazlewood)
5. "I Ain't Gonna Be" (Lee Hazlewood)
6. "Have You Made Any New Bombs Today?" (Lee Hazlewood)
7. "Everybody Calls Me Something" (Lee Hazlewood)
8. "Save Your Vote for Clarence Mudd" (Lee Hazlewood)
9. "I Might Break Even" (Lee Hazlewood)
10. "Just Bluesin'" (Lee Hazlewood)
11. "Friday's Child" (Lee Hazlewood)
12. "Hutchinson Jail" (Lee Hazlewood)
13. "By the Way (I Still Love You)" (Lee Hazlewood)
14. "Four Kinds of Lonely" (Lee Hazlewood)
15. "Houston" (Lee Hazlewood)
16. "Sally Was a Good Old Girl" (Harlan Howard)
17. "Since You're Gone" (Bobby Darin)
18. "A Real Live Fool" (Lee Hazlewood)
19. "I'm Blue" (Miriam Eddy)
20. "The Fool" (Lee Hazlewood)
21. "That Old Freight Train" (Lee Hazlewood)
22. "Me and Charlie" (Lee Hazlewood)
23. "Just Bluesin'" (Lee Hazlewood) (sjungen av Sanford Clark)
24. "She Taught Me" (Lee Hazlewood) (sjungen av Sanford Clark)
25. "Houston" (Lee Hazlewood) (sjungen av Sanford Clark)
26. "A Stranger In Your Town" (Lee Hazlewood/Cooper) (framförd av The Vanguards)

### CD 2
1. "Ode to Billie Joe" (Bobbie Gentry)
2. "Charlie Bill Nelson" (Lee Hazlewood)
3. "Rainbow Woman" (Lee Hazlewood)
4. "I am, You are" (Lee Hazlewood)
5. "Love and Other Crimes" (Lee Hazlewood)
6. "Morning Dew" (Bonnie Dobson/Tim Rose)
7. "She Comes Running" (Lee Hazlewood)
8. "Rosacoke Street" (Lee Hazlewood)
9. "She's Funny That Way" (Neil Moret/Richard Whiting)
10. "The House Song" (Noel Paul Stookey/Robert Bannard)
11. "Wait and See" (Lee Hazlewood)
12. "Forget Marie" (Lee Hazlewood)
13. "Pour Man'" (Lee Hazlewood)
14. "Love and Other Crimes" (Lee Hazlewood)
15. "Zapata" (Lee Hazlewood) (framförd av Jack Nitzsche)
16. "What are We Gonna do in '64" (Lee Hazlewood) (framförd av The Wild Cats)
17. "3625 Groovy Street" (Lee Hazlewood) (framförd av The Wild Cats)
18. "The Whisk" (Lee Hazlewood) (framförd av The Whisk Kids)
19. "Bo-Dacious" (Lee Hazlewood) (framförd av The Whisk Kids)
20. "Not The Lovin' Kind" (Lee Hazlewood) (framförd av Dino, Desi & Billy)
21. "The Rebel Kind" (Lee Hazlewood) (framförd av Dino, Desi & Billy)
22. "(I Won't Cry) So Be Onj Your Way" (B. Carman) (framförd av The Ill Winds)
23. "Our Man Flint" (Jerry Goldsmith/Bernie Wayne) (framförd av The Ring-A-Dings)
24. "This Guitar Was Made for Twangin'" (Duane Eddy) (framförd av Duane Eddy)
25. "Baby I See You" (Roberto Corso) (framförd av Deana Martin)
26. "California Sunshine Boy" (Marty Cooper) (framförd av Donna Butterworth)
27. "Monsoon" (Duane Eddy) (framförd av Duane Eddy)
28. "Guitar on my Mind" (Lee Hazlewood) (framförd av Duane och Miriam Eddy)
29. "This Town" (Lee Hazlewood) (framförd av Duane Eddy)